# Jason Terry
Jason Eugene Terry (Seattle, 15 september 1977) is een Amerikaans basketbalcoach en voormalig basketballer.

## Biografie

### Jeugd
Jason werd geboren in Seattle en is een van de tien kinderen van Andrea Cheatham en Curtis Terry. Op 2 Februari 2007 werd zijn nummer (31) uit de rotatie gehaald bij Franklin High School waar hij met zijn de team, de Quakers in 1994 en 1995 het provinciale kampioenschap heeft gewonnen.

### Als speler
In 1997 won Terry met de Arizona Wildcats van de University of Arizona de NCAA kampioenschap, hij speelde bij de ploeg van 1995 tot 1999. Terry werd in de NBA draft van 1999 gekozen als tiende in de eerste ronde door de Atlanta Hawks. In het 2000/01 seizoen kwam Terry naar voren als beste speler van het team met een gemiddeld 19,7 punten en meesten steals, assists en vrije worpen geraakt in het team. Na het doorbrengen van zijn eerste vijf seizoenen bij de Hawks, werd Terry geruild naar de Dallas Maverickssamen met Alan Henderson voor Tony Delk en Antoine Walker net voor de start van het seizoen 2004/05. Hij speelde zeven seizoenen voor de Mavericks en won met hen het NBA-kampioenschap.
Hij tekende in 2012 als een vrije speler bij de Boston Celtics. Na een seizoen met de Celtics werd hij in juli 2012 samen met Kevin Garnett, Paul Pierce en D.J. White geruild naar de Brooklyn Nets voor Keith Bogans, MarShon Brooks, Kris Humphries, Kris Joseph, Gerald Wallace er waren ook meerdere draftkeuzes betrokken. In februari 2014 werd hij geruild naar de Sacramento Kings samen met Reggie Evans voor Marcus Thornton.
In september 2014 werd hij alweer opnieuw geruild ditmaal naar de Houston Rockets samen met twee draftkeuzes voor Alonzo Gee en Scotty Hopson. In 2015 tekende hij bij voor een seizoen. In de zomer van 2016 tekende hij bij de Milwaukee Bucks, na een seizoen tekende hij bij voor wat zijn laatste zou zijn.

### Als Coach
In 2019 werd Terry een assistant general manager bij de Texas Legends, een positie waar hij een seizoen bleef. In 2020 keerde hij terug naar de Arizona Wildcats en werd er een assistent-coach. Na een seizoen werd hij de hoofdcoach van de Grand Rapids Gold waar hij een seizoen coach bleef. In 2022 werd hij een assistent-coach bij de Utah Jazz onder Will Hardy.

## Privéleven
Zijn broer Curtis Terry was ook een profbasketballer net zoals zijn neef Martell Webster.

## Erelijst
- NBA-kampioen: 2011
- NBA All-Rookie Second Team: 2000
- Goodwill Games: 2001
- NBA Sixth Man of the Year: 2009
- Nummer 31 teruggetrokken door de Arizona Wildcats

## Statistieken

### Reguliere Seizoen
| Seizoen  | Team             | WG   | WS  | MPW  | 2P%  | 3P%  | FW%  | RPW | APW | SPW | BPW | PPW  |
| -------- | ---------------- | ---- | --- | ---- | ---- | ---- | ---- | --- | --- | --- | --- | ---- |
| 1999/00  | Atlanta Hawks    | 81   | 27  | 23,3 | 41,5 | 29,3 | 80,7 | 2,0 | 4,3 | 1,1 | 0,1 | 8,1  |
| 2000/01  | Atlanta Hawks    | 82   | 77  | 37,7 | 43,6 | 39,5 | 84,6 | 3,3 | 4,9 | 1,3 | 0,2 | 19,7 |
| 2001/02  | Atlanta Hawks    | 78   | 78  | 38,0 | 43,0 | 38,7 | 83,5 | 3,5 | 5,7 | 1,9 | 0,2 | 19,3 |
| 2002/03  | Atlanta Hawks    | 81   | 81  | 38,0 | 42,8 | 37,1 | 88,7 | 3,4 | 7,4 | 1,6 | 0,2 | 17,2 |
| 2003/04  | Atlanta Hawks    | 81   | 78  | 37,3 | 41,7 | 34,7 | 82,7 | 4,1 | 5,4 | 1,5 | 0,2 | 16,8 |
| 2004/05  | Dallas Mavericks | 80   | 57  | 30,0 | 50,1 | 42,0 | 84,4 | 2,4 | 5,4 | 1,4 | 0,2 | 12,4 |
| 2005/06  | Dallas Mavericks | 80   | 80  | 35,0 | 47,0 | 41,1 | 80,0 | 2,0 | 3,8 | 1,2 | 0,3 | 17,1 |
| 2006/07  | Dallas Mavericks | 81   | 80  | 35,1 | 48,4 | 43,8 | 80,4 | 2,9 | 5,2 | 1,0 | 0,2 | 16,7 |
| 2007/08  | Dallas Mavericks | 82   | 34  | 31,5 | 46,7 | 37,5 | 85,7 | 2,5 | 3,2 | 1,1 | 0,2 | 15,5 |
| 2008/09  | Dallas Mavericks | 74   | 11  | 33,7 | 46,3 | 36,6 | 88,0 | 2,4 | 3,4 | 1,3 | 0,3 | 19,6 |
| 2009/10  | Dallas Mavericks | 77   | 12  | 33,0 | 43,8 | 36,5 | 86,6 | 1,8 | 3,8 | 1,2 | 0,2 | 16,6 |
| 2010/11  | Dallas Mavericks | 82   | 10  | 31,3 | 45,1 | 36,2 | 85,0 | 1,9 | 4,1 | 1,1 | 0,2 | 15,8 |
| 2012/13  | Boston Celtics   | 79   | 24  | 26,9 | 43,4 | 37,2 | 87,0 | 2,0 | 2,5 | 0,8 | 0,1 | 10,1 |
| 2013/14  | Brooklyn Nets    | 35   | 0   | 16,3 | 36,2 | 37,9 | 66,7 | 1,1 | 1,6 | 0,4 | 0,0 | 4,5  |
| 2014/15  | Houston Rockets  | 77   | 18  | 21,3 | 42,2 | 39,0 | 81,3 | 1,6 | 1,9 | 0,9 | 0,2 | 7,0  |
| 2015/16  | Houston Rockets  | 72   | 7   | 17,5 | 40,2 | 35,6 | 81,8 | 1,1 | 1,4 | 0,7 | 0,1 | 5,9  |
| 2016/17  | Milwaukee Bucks  | 74   | 0   | 18,4 | 43,2 | 42,7 | 82,8 | 1,4 | 1,3 | 0,6 | 0,3 | 4,1  |
| 2017/18  | Milwaukee Bucks  | 51   | 4   | 16,0 | 38,3 | 34,8 | 88,9 | 0,9 | 1,2 | 0,8 | 0,3 | 3,3  |
| Carrière | Carrière         | 1410 | 679 | 29,8 | 44,4 | 38,0 | 84,5 | 2,3 | 3,8 | 1,1 | 0,2 | 13,4 |

### Play-offs
| Seizoen  | Team             | WG  | WS | MPW  | 2P%  | 3P%  | FW%   | RPW | APW | SPW | BPW | PPW  |
| -------- | ---------------- | --- | -- | ---- | ---- | ---- | ----- | --- | --- | --- | --- | ---- |
| 2004/05  | Dallas Mavericks | 13  | 13 | 38,5 | 50,6 | 49,1 | 88,4  | 4,2 | 4,6 | 1,3 | 0,5 | 17,5 |
| 2005/06  | Dallas Mavericks | 22  | 22 | 38,4 | 44,2 | 30,7 | 83,1  | 2,9 | 3,8 | 1,2 | 0,1 | 18,9 |
| 2006/07  | Dallas Mavericks | 6   | 6  | 38,2 | 42,4 | 28,1 | 83,3  | 2,3 | 3,7 | 0,8 | 0,3 | 17,0 |
| 2007/08  | Dallas Mavericks | 5   | 3  | 36,0 | 43,3 | 43,8 | 86,7  | 1,6 | 4,8 | 0,4 | 0,2 | 15,8 |
| 2008/09  | Dallas Mavericks | 10  | 1  | 32,5 | 38,9 | 37,3 | 76,7  | 2,8 | 1,9 | 0,6 | 0,3 | 14,3 |
| 2009/10  | Dallas Mavericks | 6   | 0  | 29,0 | 37,7 | 40,0 | 75,0  | 2,5 | 2,0 | 0,7 | 0,2 | 12,7 |
| 2010/11  | Dallas Mavericks | 21  | 0  | 32,6 | 47,8 | 44,2 | 84,3  | 1,9 | 3,2 | 1,2 | 0,1 | 17,5 |
| 2011/12  | Dallas Mavericks | 4   | 1  | 34,8 | 45,5 | 50,0 | 62,5  | 2,3 | 3,8 | 0,3 | 0,0 | 13,8 |
| 2012/13  | Boston Celtics   | 6   | 1  | 31,5 | 44,4 | 44,1 | 81,8  | 2,2 | 2,0 | 0,7 | 0,3 | 12,0 |
| 2014/15  | Houston Rockets  | 17  | 17 | 28,6 | 42,5 | 35,4 | 81,3  | 2,2 | 2,8 | 0,9 | 0,1 | 9,2  |
| 2015/16  | Houston Rockets  | 5   | 0  | 24,8 | 34,2 | 31,6 | 100,0 | 2,2 | 1,2 | 0,4 | 0,2 | 7,0  |
| 2016/17  | Milwaukee Bucks  | 6   | 0  | 11,3 | 33,3 | 20,0 | 100,0 | 1,3 | 0,8 | 0,5 | 0,2 | 2,5  |
| 2017/18  | Milwaukee Bucks  | 3   | 0  | 14,7 | 40,0 | 40,0 | –     | 1,0 | 0,7 | 0,3 | 0,0 | 2,0  |
| Carrière | Carrière         | 124 | 64 | 32,2 | 44,1 | 38,5 | 82,9  | 2,5 | 3,0 | 0,9 | 0,2 | 14,1 |

0 Marion ·
2 Kidd ·
3 Beaubois ·
4 Butler ·
6 Chandler ·
11 Barea ·
13 Brewer ·
16 Stojaković ·
20 Jones ·
28 Mahinmi ·
31 Terry ·
33 Haywood ·
35 Cardinal ·
41 Nowitzki ·
92 Stevenson ·
Coach Carlisle